# Gudko-Limanski
Gudko-Limanski (del ruso: Гудко-Лиманский) es un jútor del raión de Kushchóvskaya del krai de Krasnodar, en Rusia. Está situado 15 km al noroeste de Kushchóvskaya y 177 km al norte de Krasnodar, la capital del krai. Tenía 33 habitantes en 2010
Pertenece al municipio Shkurinskoye.